# Религия в Уэльсе

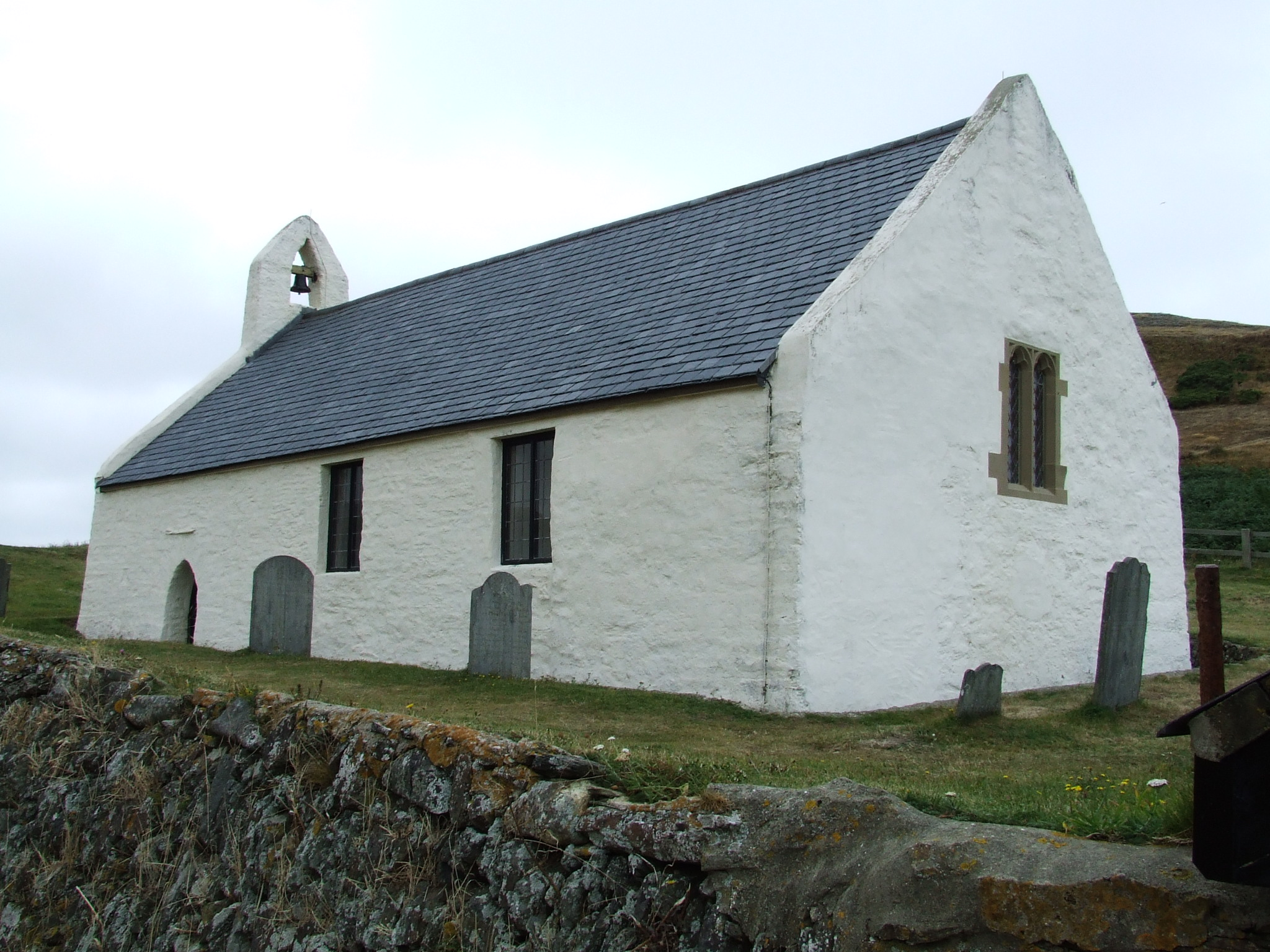
Eglwys-y-Grog, церковь XIII века в Кередигионе

Христианство — самая распространенная религия Уэльса. До 1920 года государственной религией было англиканство, хотя в Уэльсе традиционно сильны позиции нонконформизма и методизма. Больше всего прихожан у Церкви в Уэльсе и других христианских церквей, таких как Пресвитерианская церковь Уэльса, католицизм, баптизм, конгрегационализм и православие.  Также в Уэльсе живут приверженцы таких религий, как буддизм, индуизм, иудаизм, ислам и сикхизм, большинство нехристиан живут в Кардиффе. 

## История христианства

### Римский период
Христианство проникло в Уэльс вместе с римским завоеванием, но первоначально подавлялось. Первые христианские мученики Уэльса Аарон и Юлий были убиты в римской крепости Isca Augusta в Южном Уэльсе около 304 года н.э. Самый ранний христианский объект Уэльса был найден на судне около города Venta Silurum, им была хризма. По состоянию на конец IV века христианство стало единственной официальной религией Римской империи.

### Эпоха Святых

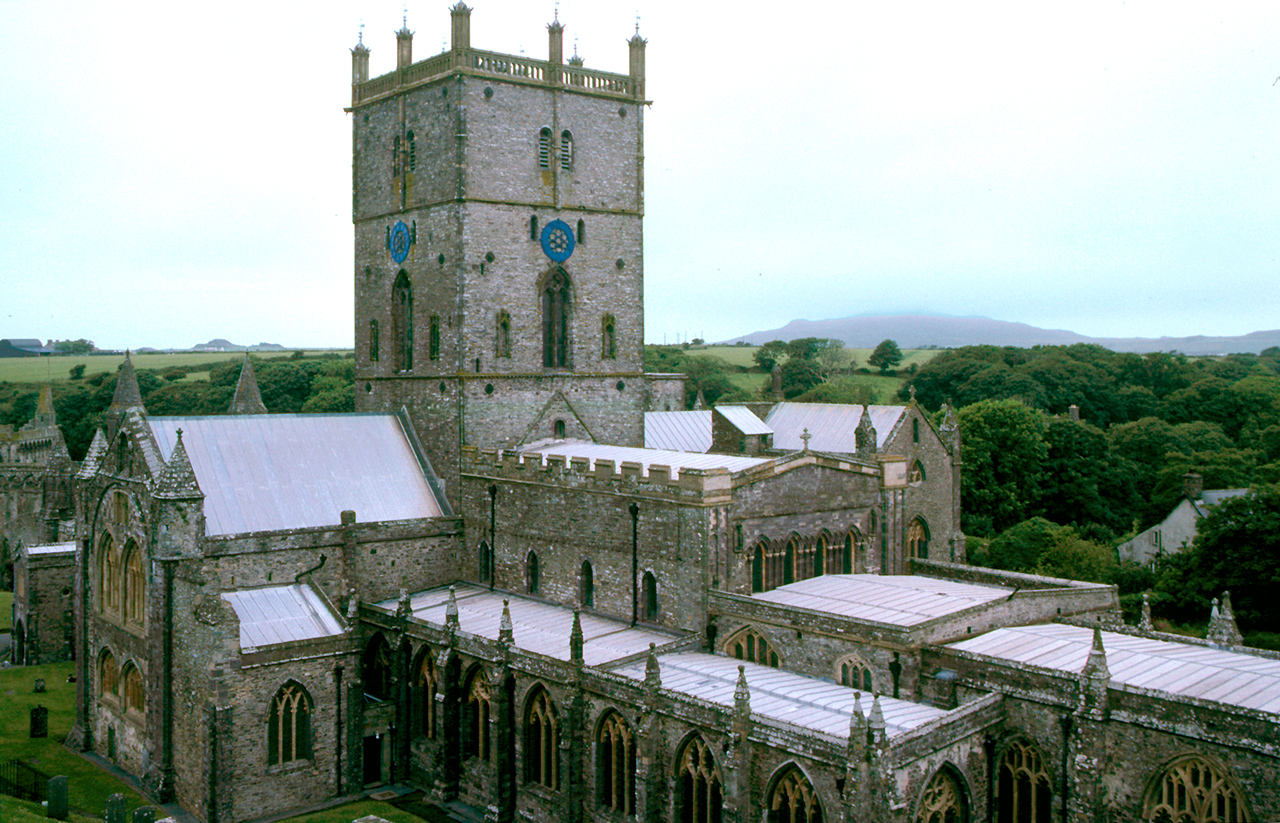
Собор Святого Давида

«Эпохой святых» (около 500—700 н. э.) называют период, который был отмечен созданием монашеских поселений по всему Уэльсу, появлением религиозных лидеров, таких как Давид Валлийский, Бротен и Гвендолин, Илтюд и Тейло. Это был период формирования валлийской нации с общим национальным самосознанием, появлявшимся из языка и религиозных верований.

### Римский католицизм
Валлийцы отказались сотрудничать с миссией Августина Кентерберийского по христианизации англосаксов. Тем не менее, в результате примирения кельтско-римского христианства с английским завоеванием Уэльса, со средних веков до 1920 года валлийский диоцез был частью провинции Кентербери, которая находилась в общении с римским престолом до Реформации.

### Англиканство
Будучи частью провинции Кентербери Уэльс стал частью Церкви Англии. Со времен Генриха VIII государственной церковью Уэльса стала именно англиканская церковь. Хотя некоторые церковные писания были переведены на валлийский еще в Средние века, первый перевод Нового Завета был совершен Уильямом Сейлсбери в 1567 году, полный перевод Библии был сделан Уильямом Морганом в 1588 году. Перевод Библии на валлийский был очень важен для сохранения языка, который был практически запрещен Актами Союза 1535–1542. Теперь же валлийский был официально признан как язык богослужения, это повлияло и на сохранение языка в повседневной жизни, несмотря на сильное влияние английского языка. 

### Методизм и нонконформизм
Уэльское методистское возрождение XVIII века было одним из самых значительных религиозных и социальных движений в истории Уэльса. Возрождение началось с Церкви Англии в Уэльсе, однако отличие валлийского методизма от английского в том, что оно было кальвинистским, а не арминианским. Валлийские методисты постепенно создали свои собственные сети, сооружения и даже дома встреч (или часовни), что в конечном итоге привело к отделению от Церкви Англии 1811 году и официального создания кальвинистской методистской Пресвитерианской церкви Уэльса в 1823 году.
Методистское возрождение в Уэльсе также оказало влияние на старые нонконформистские церкви, такие как  баптисты и конгрегационалисты, в которых также наблюдался рост и обновление. В результате, к середине девятнадцатого века, Уэльс становится преимущественно нонконформистской страной.

### Отделение Церкви Уэльса
Уэльский церковный акт 1914 года предусматривал отделение четырех епархий, расположенных в Уэльсе от Церкви Англии (из которых образовалась Церковь Уэльса) и отделение церкви от государства. Акт вступил в силу в 1920 году, с тех пор в Уэльсе нет государственной религии.

## Ислам
Крупнейшей нехристианской религией Уэльса является ислам с 22000 верующих в 2001 году. На территории Уэльса находится около 40 мечетей. Первой мусульманской общиной, постоянно проживающей в Уэльсе были йеменские моряки, прибывшие в порт Суонси после 1900 года. Первая мечеть в Великобритании была построена в Кардиффе в 1860 году. Бо́льшая часть мусульман Уэльса живет в Кардиффе (11261, 3,7% населения), но также много их и в Ньюпорте (3491) и в Суонси (2167).

## Иудаизм
Иудаизм имеет довольно долгую историю в Уэльсе, первая еврейская община была зарегистрирована в Суонси около 1730 года. В августе 1911 года во время общественных беспорядков были разгромлены еврейские магазины в Южном Уэльсе. С этого времени еврейское население этого района, которое достигло пика в 4000 - 5000 в 1913 г. снизилось, лишь в Кардиффе сохранилась значительная еврейская община, около 2000 в 2001 году.

## Другие религии
У индуизма и буддизма по 5000 последователей в Уэльсе, Кередигион является центром уэльского буддизма. Церковь и ресторан Говинды в ведении общины Харе Кришны в Суонси являются центром для многих индуистов Уэльса. Около 2000 последователей сикхизма проживает в Уэльсе, первая специально построенная гурдвара находится в Кардиффе, она была открыта в 1989 году. В переписи населения 2001 года около 7000 человек назвали себя последователями друидизма, дохристианской религии Уэльса.

## Отсутствие религиозных взглядов
Примерно одна шестая часть населения Уэльса, около 500000 человек не имеет религиозных взглядов.

## Статистика

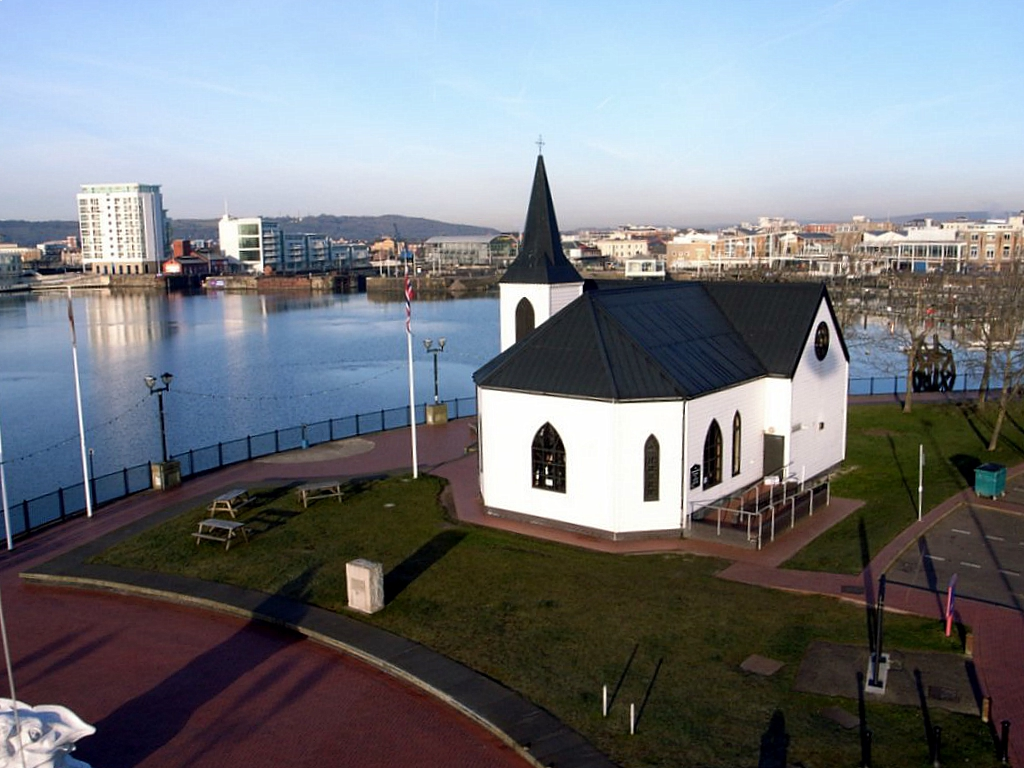
Норвежская церковь в Кардиффе

Римско-католическая церковь (Eglwys Gatholig Rufeinig) и Церковь Уэльса (Eglwys yng Nghymru) — крупнейшие религиозные традиции, у каждой приверженцев около 5% от населения Уэльса. Следующей по количеству верующих является  Пресвитерианская церковь Уэльса (Eglwys Bresbyteraidd Cymru) с 34819 (2004) прихожан (более 1% населения), далее следуют конгрегационалисты и баптисты, у каждой прихожан около 1% от всего населения. 
Перепись населения 2001 года показала, что менее 10% населения регулярно ходит в церковь, однако около 70% населения в некотором роде считают себя христианами.

### Религия в Уэльсе, 2001
| Религия                          | Количество | %    |
| -------------------------------- | ---------- | ---- |
| Христианство                     | 2,087,242  | 71.9 |
| Атеизм и проч.                   | 537,935    | 18.5 |
| Ислам                            | 21,739     | 0.7  |
| Индуизм                          | 5,439      | 0.2  |
| Сикхизм                          | 2,015      | 0.1  |
| Иудаизм                          | 2,256      | 0.1  |
| Буддизм                          | 5,407      | 0.2  |
| Другие религии                   | 6,909      | 0.2  |
| Не указавшие религиозные взгляды | 234,143    | 8.1  |